# ایگلز
ایگلز (به انگلیسی: Eagles، به فارسی به معنای عقاب‌ها) گروهی آمریکایی در سبک راک است.
این گروه در لس آنجلس تشکیل شد و در دههٔ ۷۰ میلادی فعالیت داشت، تا اینکه در سال ۱۹۸۲ منحل شد. هرچند که در سال ۱۹۹۴ اعضا گروه دوباره متّحد شدند. ایگلز یکی از بهترین، موفق‌ترین و محبوب‌ترین گروه‌های تاریخ است.
پرفروش‌ترین آلبوم گروه در جهان و آمریکا، آلبوم بهترین‌هایشان (۱۹۷۱-۱۹۷۵) است که در سال ۱۹۷۶ منتشر شد. این آلبوم جز پر فروش‌ترین البوم‌های تاریخ است. خود گروه از پر فروشترین‌های موسیقی تاریخ (پرفروش گروه آمریکایی) است، به طوری که تنها آرتیستی هستند که در بین ده آلبوم پرفروش تاریخ، ۲ آلبوم دارند.
گروه برندهٔ شش جایزه گرمی و پنج جایزه موسیقی آمریکا شده‌است. سال ۱۹۹۸ ایگلز به تالار مشاهیر راک اند رول راه یافت و در مراسم تمام اعضای گروه دو آهنگ سخت نگیر و هتل کالیفرنیا (معروف‌ترین آهنگشان) را به همراه هم اجرا کردند. در سال ۲۰۱۶ ایگلز آخرین اجرای خود را انجام داد.

## اعضای گروه
- دان هنلی: درام، آواز
- گلن فری: گیتار، کیبورد، آواز
- جو والش: گیتار، کیبورد، آواز
- تیموتی بی.اشمیت: گیتار بیس، آواز
- دن فلدر:گیتار، آواز
- رندی میسنر: گیتار باس، آواز
- برنی لیدن: گیتار، آواز

## آلبوم‌ها
- ۱۹۷۲ - Eagles (عقاب‌ها)
- ۱۹۷۳ - Desperado (شرور)
- ۱۹۷۴ - On the Border (لب مرز)
- ۱۹۷۵ - One of These Nights (یکی از این شب‌ها)
- ۱۹۷۶ - Hotel California (هتل کالیفرنیا)
- ۱۹۷۹ - The Long Run (طولانی مدت)
- ۲۰۰۷ - Long Road out of Eden (مسیر طولانی خارج از بهشت)